# 高其華
高其華（1849年—1890年），字袞夫，譜名天爵，福建省澎湖廳東西澳媽宮人（今澎湖縣馬公市），台灣清領時期澎湖水師協標左營最後一位千總，里人敬稱高總爺。

## 生平

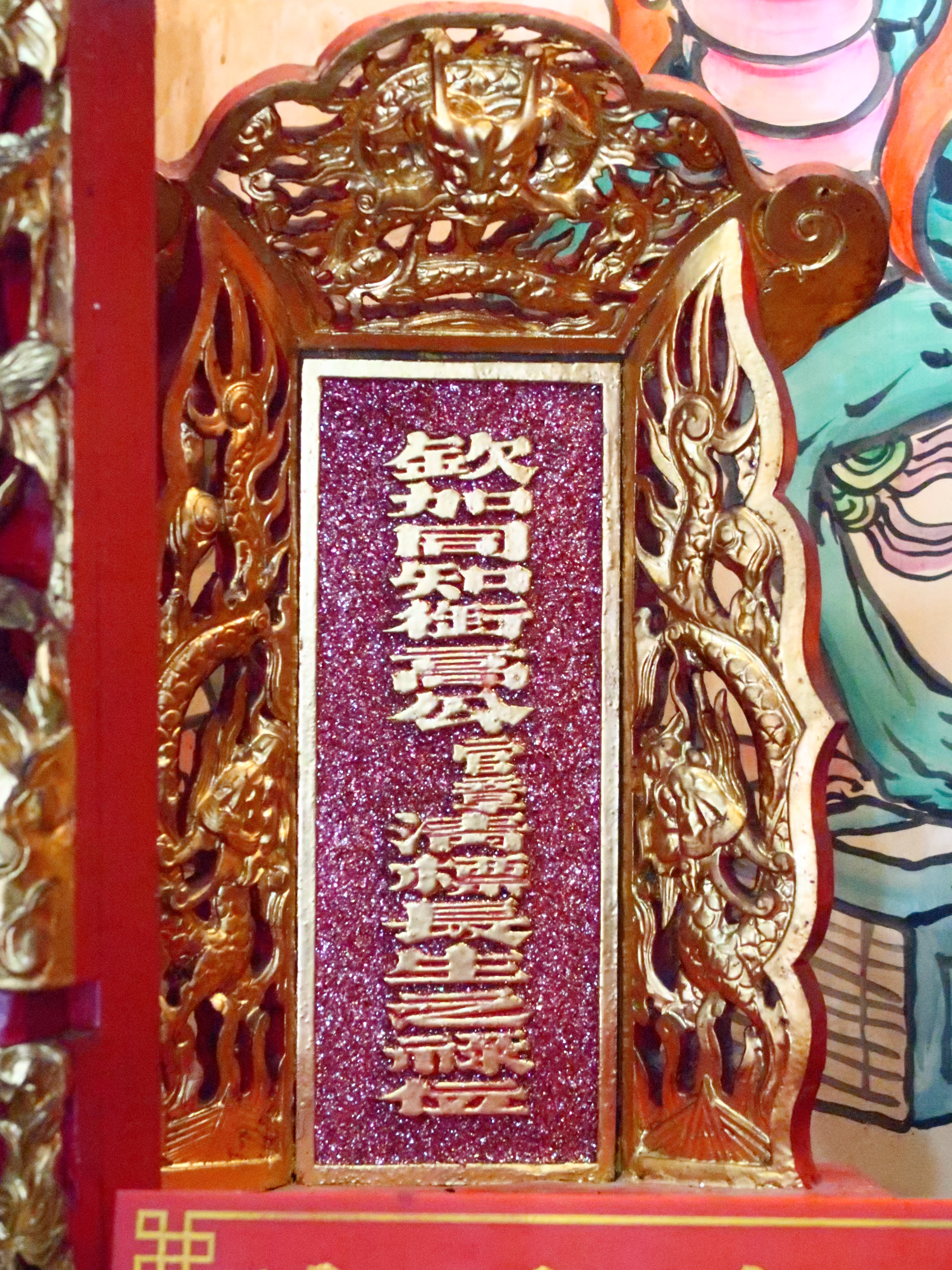
欽加同知銜高公官章清標長生之祿位。（供於澎湖提標館）

高其華之父名高清標，其偕兄長高清河自福建省泉州府同安縣劉五店渡海來澎，自此定居於媽宮東甲。高清河時任額外外委，道光十二年（1832年）渡台參與張丙之亂平叛，不幸陣亡。
高清標育有三子，長子高天助為養子，因元配葉氏頭久無所出，遂從烏崁社葉氏家族處收養而來。次子高天由則是側室葉氏梅所生。三子高其華才是正室葉氏頭所出，故為高清標嫡長子，但高其華出世僅五日，母親葉氏頭即撒手人寰，高其華遂由庶母葉氏梅撫育成人:91。
光绪元年（1875年）澎湖媽宮諸紳見東甲北極殿殘破，高其華時為武庠生（武舉人），便同舉人鄭步蟾與郭鶚翔出面號召，募款重建，此次修建乃存有碑文銘記。同年，因應澎湖豐收，蔡玉成敬邀諸紳捐款修建文石書院，澎湖通判唐世永、高其華等無不拋磚引玉，慷慨解囊。此外，澎湖水師協副總兵官吳奇勳不忍澎湖武廟（即澎湖關帝廟）傾圯頹敗，倡議修建武廟，次年竣工，千總吳宗泮、武生高其華、舉人鄭步蟾皆在響應之列:87、88。光緒十六年（1890年）病逝，享年41歲:86。

## 職官
根據清代武官制度，千總位列「從五品」以下，屬下級武官，不需「在籍迴避」，故高其華得以在家鄉任官。高其華在同治、光緒年間陸續出任澎湖水師協標左營外委、本營把總，最後晉升為千總。光緒年間，大清帝國的把總人數為3141名，千總人數為1542名，全福建省的千總官職計283名，把總晉升千總的機率約莫一半，後來高其華順利晉升千總，也是清代澎湖水師協標左營的最後一位千總。:86其實清代自康熙朝領有台灣，長期以來實施「班兵制度」，在台灣駐紮軍隊多由大陸內地輪調，三年一戍，班滿輪替回原籍，少有台灣籍人士能從軍，高其華能當上千總之職殊為可貴:85。惟高其華出任千總的年份不詳，根據高家後代子孫高啟進在《西瀛人物志》中的推斷，前幾任千總何僯芳任職時間為同治十年至十二年（1871年－1873年），光緒二年（1876年）千總則為吳宗泮的情況下，高其華出任千總的年份最早為光緒三年（1877年），而至光緒十六年（1890年）高其華病逝告終，任期推估在光緒三年至十六年（1877年－1890年）之間:86。

## 家族
- 高其華的祖父高榮、父親高清標皆蒙子孫顯貴，身後獲得朝廷追贈名號，兩人皆為「武德騎尉」，武官正五品之封號。高榮身後葬於媽宮草樹仔尾的公墓，而高清標原葬潭邊（今湖西鄉），在日治時期亦遷葬於媽宮草樹仔尾公墓，其墓碑文字「皇清例贈奉政大夫高祖考諱清標之佳城」，從中「贈」字代表受封對象非為本人，而是其祖先，另外獲贈者尚在世者為「授」、已逝者則為「贈」，其用字遣詞考究細膩，可窺見清代禮俗制度之一二[2]:90-91。
- 高攀，又名高媽義（高天由次子、高其華姪子），清代秀才、一新社成員。日治時期的明治29年（1896年），獲得臺灣總督府授予紳章，翌年則被舉薦為澎湖文石書院的董事[3]。
- 高其華姪孫高恭（1889年－1946年），字靖安，又名作謙，父親高媽光，乃高天由長子。日治時期，高恭曾出任馬公街協議委員，二戰後出任馬公鎮長、台灣省參議員、國大代表等職；除此之外，高恭擅長琴棋書畫、吟詩作對，國畫造詣更是諸人望其項背，今澎湖觀音亭立面壁牆仍可見「蟹蘭圖」，即為高恭之作品[1][2]:92-93。

## 圖輯

與高其華有所淵源的場所
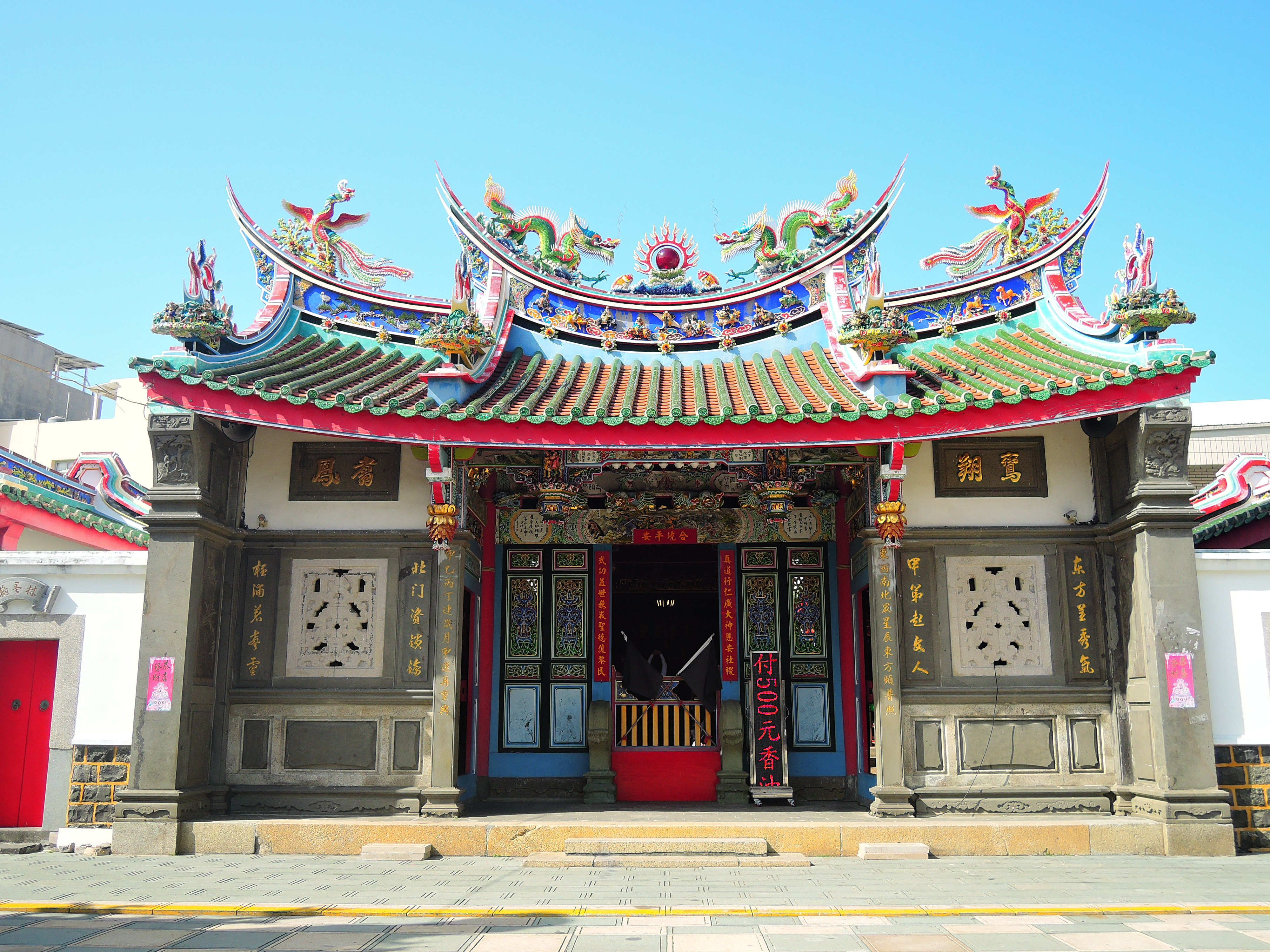
媽宮東甲北極殿
文澳文石書院（魁星樓）
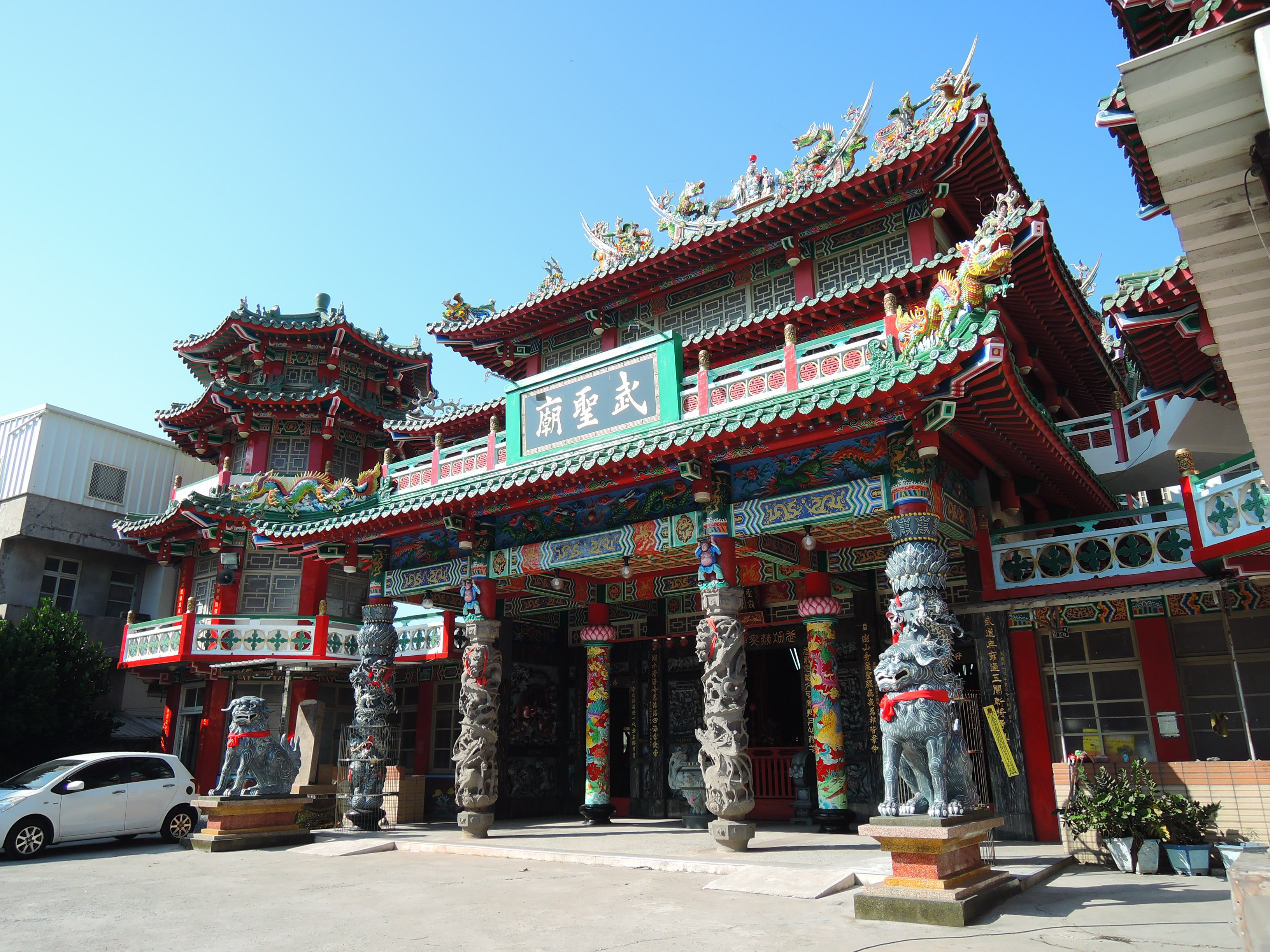
澎湖武廟
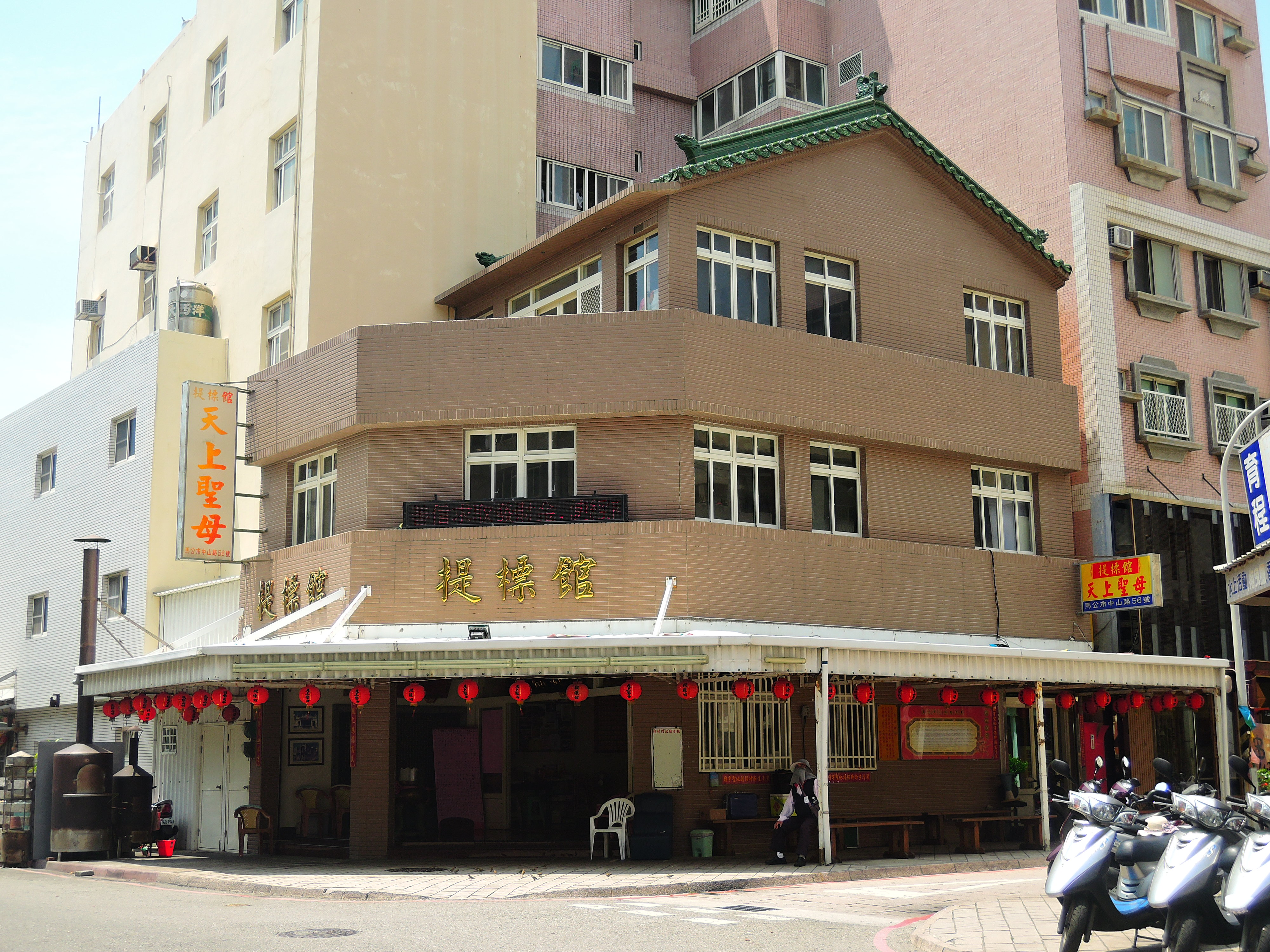
澎湖水師提標館
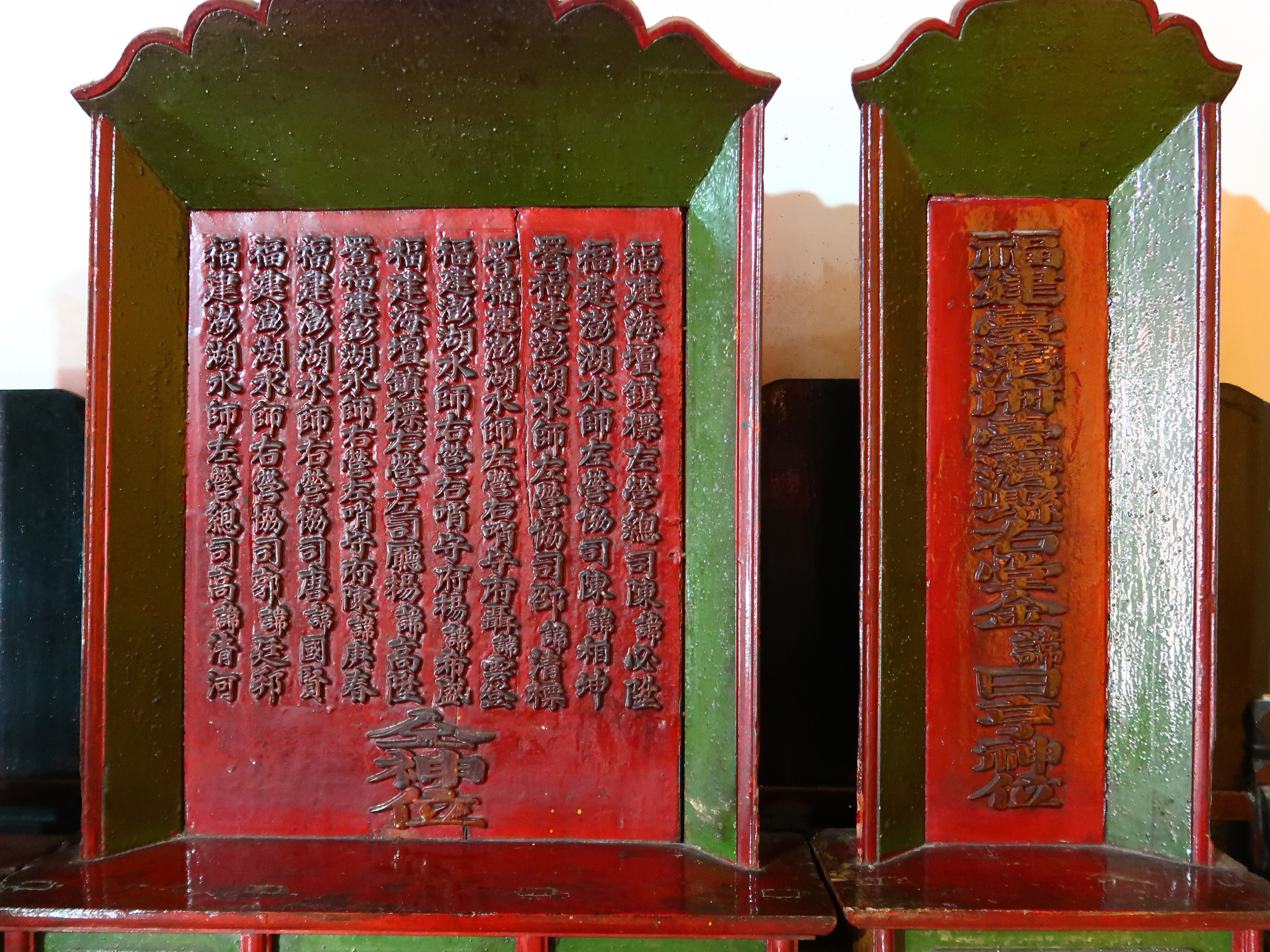
施公祠中供奉的高清河神位（最左側）

## 延伸阅读
[在维基数据编辑]